# Кюртиль-Сен-Сен
Кюрти́ль-Сен-Сен (фр. Curtil-Saint-Seine) — коммуна во Франции, находится в регионе Бургундия. Департамент коммуны — Кот-д’Ор. Входит в состав кантона Сен-Сен-л’Аббеи. Округ коммуны — Дижон.
Код INSEE коммуны — 21218.

## Население
Население коммуны на 2010 год составляло 101 человек.
| 1962 | 1968 | 1975 | 1982 | 1990 | 1999 | 2010 |
| ---- | ---- | ---- | ---- | ---- | ---- | ---- |
| 52   | 37   | 26   | 82   | 90   | 104  | 101  |

## Экономика
В 2010 году среди 77 человек трудоспособного возраста (15—64 лет) 62 были экономически активными, 15 — неактивными (показатель активности — 80,5 %, в 1999 году было 69,1 %). Из 62 активных жителей работали 59 человек (32 мужчины и 27 женщин), безработных было 3 (1 мужчина и 2 женщины). Среди 15 неактивных 2 человека были учениками или студентами, 5 — пенсионерами, 8 были неактивными по другим причинам.